# Gouvernement de transition en Irak
Le gouvernement de transition en Irak a été instauré à la suite des élections de janvier 2005 en vue de préparer la constitution du premier gouvernement définitif en Irak, dirigé par Nouri al-Maliki. 
Il a succédé en avril 2005 au gouvernement intérimaire et a lui-même laissé la place au gouvernement al-Maliki en avril 2006.
À la suite de la résolution 1546 de l'ONU, sous ce gouvernement ont eu lieu le 15 octobre la ratification de la constitution et le 15 décembre de nouvelles élections pour la mise en place d'une assemblée définitive.

## Composition
- Président : Jalal Talabani
- Vice-Président : Abdel Abdel-Mehdi
- Vice-Président : Ghazi al-Yaouar
- Premier ministre : Ibrahim al-Jaafari
- Vice-premier ministres : Ahmed Chalabi, Ruz Nuri Shawis & Abid Mutlak al-Jubouri
- Ministre de l'Intérieur : Bayane Baqer Soulagh
- Ministre des Affaires étrangères : Hoshyar Zebari
- Ministre de la Défense : Saadoun al-Dulaimi
- Ministre du Pétrole : Ibrahim Bahr al-Uloum
- Ministre de l'Électricité : Mohsen Shlash
- Ministre du Plan et de la Coopération au développement : Barham Salih
- Ministre de l'Enseignement supérieur : Sami al-Mudhaffar
- Ministre des Municipalités et des travaux publics : Nisrin Barwari
- Ministre des Télécommunications : Juwan Fouad Masum
- Ministre des Finances : Ali Adbul-Amir Allaoui
- Ministre des Ressources en eau : Abdel Latif Rachid
- Ministre de l'Environnement : Narmine Othmane
- Ministre du Commerce : Abdel-Karim Mahoud al-Mohammedawi
- Ministre des Transports : Salam al-Maliki
- Ministre du Travail et des Affaires sociales : Idris Hadi
- Ministre des Droits de l'homme : Narmine Othmane - Hashim al-Shible ayant refusé le poste
- Ministre de la Santé : Abdel Muttalib Mohammed Ali
- Ministre de la Construction et de l'Habitat : Jasim Mohammed Jaafar
- Ministre de l'Éducation : Abdel Falah Hassan
- Ministre de l'Agriculture : Ali al-Bahadili
- Ministre de la Justice : Abdel Hussein Shandal
- Ministre de la Culture : Nuri Farhan al-Rawi
- Ministre des Sciences et Technologie : Basimah Yusuf Butrus
- Ministre du Déplacement et des Migrations : Suhaylah Abd-Jaafar
- Ministre de la Jeunesse et des Sports : Talib Aziz Zayni
- Ministre de l'Industrie : Usama al-Najafi
- Secrétaire d'État pour les Affaires de Sécurité Nationale : Abdul Karim al-Anizi
- Secrétaire d'État pour les Affaires des Gouvernorats : Saad Nayif Mujhim al-Hardan
- Secrétaire d'État pour les Affaires de Société civile : Ala Habib Kazim
- Secrétaire d'État pour les Affaires féminines : Azhar Abdel Karim al-Shaikhli
- Secrétaire d'État pour le Tourisme et les Antiquités :	Hashim al-Hachémi
- Secrétaire d'État pour les Affaires de l'Assemblée nationale : Safa al-Din Mohammed al-Safi

## Assemblée législative
- Président de l'Assemblée nationale Hajim al-Hassani
  - Vice-Président Hussein Chahristani
  - Vice-Président Aref Taifour